# Die gebrochene Lanze
Die gebrochene Lanze (Originaltitel: Broken Lance) ist ein US-amerikanischer Western von Edward Dmytryk aus dem Jahr 1954. Der Film, dessen Drehbuch auf einer Erzählung von Philip Yordan basiert, ist eine Neuverfilmung des Dramas Blutsfeindschaft (House of Strangers) von Joseph L. Mankiewicz aus dem Jahr 1949, für das Yordan das Drehbuch nach dem Roman I’ll Never Go There Any More von Jerome Weidman verfasst hatte. Die Premiere des Westerns war am 29. Juli 1954 in New York, der Kinostart in den USA am 25. September 1954. In Deutschland erschien der Film am 15. Februar 1955 in den Kinos. Er erschien auch unter dem Alternativtitel Arizona.

## Handlung
Joe Devereaux, ein Halbblut, wird aus dem Gefängnis entlassen und sofort zum Gouverneur einbestellt, der ein alter Freund seines Vaters war. Der Gouverneur hat ein Treffen mit ihm und seinen Halbbrüdern Ben, Denny und Mike arrangiert. Der Vater Matt ist gestorben, die Ranch soll zwischen den Brüdern aufgeteilt werden. Die Brüder bieten Joe 10.000 Dollar, wenn er auf seinen Anteil an der Ranch verzichtet. Joe lehnt ab und macht sich auf den Weg zur Ranch.
Joe schaut sich ein Porträt seines Vaters an, seine Gedanken schweifen in die Vergangenheit. Joe erzählt seinem Vater, dass Viehdiebe einige Rinder gestohlen haben. Sie machen sich auf die Suche nach den Banditen und können zwei Männer erschießen und vier gefangen nehmen. Unter ihnen sind Mike und Denny. Mike beklagt sich über den schlechten Lohn. Matt lässt ihnen die Rinder, warnt sie vor weiteren Diebstählen. Joes Mutter, Senora Devereaux, setzt sich für die beiden ein, auch wenn sie nicht ihre leiblichen Söhne sind. Bei einem gemeinsamen Abendessen sind Mike, Denny und Ben auf der Ranch, auch sind der Gouverneur, seine Tochter Barbara, in die Joe verliebt ist, und Clem Lawton, der Anwalt der Familie, geladen. Ben schlägt seinem Vater vor, in der Stadt ein Kontor zu eröffnen, um bessere Preise für die Rinder zu erzielen, doch dieser will die Kontrolle über das Geschäft behalten.
Die Devereaux-Männer finden kranke und sterbende Rinder auf ihrem Land. Schnell ist klar, dass das Wasser, das die Tiere trinken, mit Kupferrückständen vergiftet ist. Ben fordert seinen Vater auf, den Besitzer der Kupfermine zu verklagen. Matt und seine Söhne suchen den Minenbesitzer MacAndrews auf und konfrontieren ihn mit ihren Vorwürfen. MacAndrews will Zeit gewinnen, Matt fordert die Schließung der Mine. Es kommt zu einer Auseinandersetzung, bei der Matt MacAndrews niederschlägt. Als Matt und seine Söhne das Gelände verlassen wollen, befiehlt MacAndrews seinen Männern, die Rancher anzugreifen.  Rechtzeitig kommen Cowboys, geführt vom Ranchvorarbeiter Two Moons, und greifen ihrerseits die Arbeiter an. Einige der Gebäude werden durch Feuer zerstört.
Joe erzählt Barbara, dass seine Mutter eine Indianerin ist. Der Gouverneur, Barbaras Vater, warnt Matt eindringlich vor einer Klage. Auch will er, dass Joe seine Tochter meidet. Matt ist verärgert über die Vorbehalte des Gouverneurs. Die Bergwerksgesellschaft verklagt die Devereaux. Matt folgt dem Vorschlag von Lawton, seinen Besitz seinen Söhnen zu überschreiben, um beim folgenden Prozess nicht zu viel an Schadenersatz zahlen zu müssen. Ein Überschreiben an Senora Devereaux scheidet aus, da Indianern Landbesitz nicht gestattet ist.
Der Prozess beginnt mit Matts Verhör. Er sagt aus, dass das Wasser für ihn und sein Geschäft lebenswichtig sei. Van Cleve, der Anwalt der Minenbetreiber, fragt, ob der Angriff seiner Leute geplant gewesen sei, was Matt verneint. Joe erkennt, dass seinem Vater das Gefängnis droht, und will ihm helfen, doch seine Brüder lehnen jegliche Hilfe ab. Lawton kann einen Vergleich aushandeln: das Land mit der Mine geht an die Minengesellschaft, für den Wiederaufbau und die Verletzten muss gezahlt werden, und jemand muss die Schuld auf sich nehmen. Um Matt das Gefängnis zu ersparen, lässt Lawton Joe ein Geständnis ablegen, dass er den Kampf geplant habe. Joe wird zu drei Jahren Gefängnis verurteilt. Später lässt Matt seine übrigen Söhne kommen. Er will, dass jeder ein Stück Land abzweigt, um die Minengesellschaft bezahlen zu können und damit Joe im Rahmen einer Revision freikommen kann. Ben weigert sich und wird von Matt geschlagen. Matt erleidet einen Schlaganfall und bricht zusammen.
Matt muss sich nach dem Schlaganfall ausruhen und verliert die Kontrolle über seine Söhne. Als Ben ihn besucht, stellt sich sein Vater gegen dessen Vorhaben, Land an eine Ölgesellschaft zu verkaufen, was Ben für ein glänzendes Geschäft hält. Matt will dies untersagen und wirft ihm vor, auf den jüngeren Bruder Joe eifersüchtig zu sein und ihn zu hassen. Ben weist den Vorwurf von sich. Er verlässt die Ranch, um den Verkauf zu tätigen. Matt will ihm hinterherreiten, obwohl seine Frau und sein Vorarbeiter Two Moons ihn aus Sorge um seine Gesundheit davor warnen. Matt hört nicht auf sie und folgt Ben. Bei dem Ritt stirbt er ohne fremdes Zutun. Beim Begräbnis verweigert Joe den Handschlag mit Ben. Vor dem Grab steckt er eine Lanze in den Boden, nach indianischer Sitte ein Zeichen für Blutfehde.
Als seine Mutter Joe vor dem Bild seines Vaters stehen sieht, fordert sie ihn auf, mit Barbara das Land zu verlassen. Auf dem Weg zu Barbara begegnet Joe Ben, der entschlossen ist, Joe umzubringen, weil er Joes Rache wegen seiner indirekten Schuld am Tod des Vaters fürchtet. Zwischen steilen Felsen über einem Wasserbecken kommt es so zum Kampf mit den Fäusten. Als Ben Joes Gewehr in die Hand bekommt, versucht Joe sich durch einen Sprung ins Wasser zu retten. Bevor Ben ihn dort erschießen kann, wird er von Two Moons erschossen.
Joe und Barbara heiraten. Nach der Hochzeit fährt Joe zum Grab seines Vaters, legt den Hochzeitsstrauß auf das Grab, nimmt die Lanze und zerbricht sie.

## Hintergrund
Das Budget der Produktion wurde auf ca. 2 Millionen US-Dollar geschätzt.
Die Kostüme des Films stammten von William Travilla. Für die Filmausstattung waren unter anderen Lyle R. Wheeler und Walter M. Scott verantwortlich, Roger Heman Sr. für den Ton. Russell Saunders und der geborene Schweizer John Epper waren die Stuntmen.
Jean Peters stand nach diesem Film nur noch einmal für eine Kinoproduktion vor der Kamera. Katy Jurado, die Robert Wagners Filmmutter spielt, war in der Realität gerade sechs Jahre älter als Wagner. Jurados Rolle sollte zuerst Dolores del Río spielen. Laut dem „Hollywood Reporter“ vom 5. März 1954 musste die Rolle neu besetzt werden, da die Mexikanerin del Río nicht rechtzeitig ein Visum bekommen konnte.
20th Century Fox verarbeitete den Stoff 1961 noch ein drittes Mal, in dem man die Handlung diesmal in das deutsche Zirkusmilieu verlegte: Die große Attraktion (The Big Show) unter der Regie von James B. Clark.

## Kritiken
Das Lexikon des internationalen Films über den Film: „Die konturenscharfe Charakterstudie Spencer Tracys, die sorgfältige Kameraführung und das gut gebaute Drehbuch heben den Film weit über den Durchschnitt der Gattung“. Die Zeitschrift Cinema zieht folgendes Fazit: „Mächtige Bilder und ein gewaltiger Tracy“. Die „Variety“ befand den Film als „prima Westerndrama“. Die Rückblende sei zwar unnötig, doch sei die Regie und die Darstellung kraftvoll genug, das Interesse zu halten. Der „Time Out Filmguide“ bezeichnet den Film als „packenden, aber kaum originellen Western“. Hervorgehoben werden die starken Darstellungen und die geschickte Kameraführung.

## Auszeichnungen
1955 wurde Philip Yordan mit dem Oscar für die beste Originalgeschichte ausgezeichnet. Zudem wurde Katy Jurado als beste Nebendarstellerin nominiert.
Im gleichen Jahr wurde der Film mit dem Golden Globe als bester Film, der die internationale Verständigung unterstützt, ausgezeichnet.